# Joe Hutton
Joseph Warren "Joe" Hutton (Excelsior, Minnesota, 6 de octubre de 1928-Bloomington, Minnesota, 19 de octubre de 2009) fue un jugador de baloncesto estadounidense que disputó dos temporadas en la NBA. Con 1,85 metros de estatura, lo hacía en la posición de base. Su padre, Joseph W. Hutton Sr. fue durante 35 años entrenador de la Universidad Hamline.

## Trayectoria deportiva

### Universidad
Jugó durante cuatro temporadas en la Universidad Hamline a las órdenes de su padre, donde además jugó también al béisbol.

### Profesional
Fue elegido en la septuagésimo octava posición del Draft de la NBA de 1950 por Minneapolis Lakers, donde jugó dos temporadas como suplente de Slater Martin. En la segunda de ellas logró su único anillo de campeón de la NBA tras derrotar a New York Knicks en las Finales, promediando 2,6 puntos y 1,4 rebotes por partido.

## Estadísticas de su carrera en la NBA

### Temporada regular
| Temporada | Edad | Equipo             | Liga | P   | TIT | MIN  | TC  | TCA | %TC  | 3P | 3PA | %3P | TL  | TLA | %TL  | R.OF. | R.DEF. | REB | ASIS | ROB | TAP | PER | FP  | PTS |
| 1950-51   | 22   | Minneapolis Lakers | NBA  | 60  |     |      | 1.0 | 3.0 | .328 |    |     |     | 0.5 | 0.7 | .674 |       |        | 1.7 | 0.9  |     |     |     | 1.5 | 2.5 |
| 1951-52   | 23   | Minneapolis Lakers | NBA  | 60  |     | 12.1 | 0.9 | 2.6 | .335 |    |     |     | 0.8 | 1.2 | .700 |       |        | 1.4 | 1.0  |     |     |     | 1.8 | 2.6 |
| Total     |      |                    | NBA  | 120 |     | 12.1 | 0.9 | 2.8 | .331 |    |     |     | 0.7 | 0.9 | .690 |       |        | 1.6 | 1.0  |     |     |     | 1.7 | 2.5 |

### Playoffs
| Temporada | Edad | Equipo             | Liga | P  | MIN | TCA | TC | 3PA | 3P | TLA | TL | R.OF. | REB | ASIS | ROB | TAP | PER | FP | PTS | %TC  | %3P | %FT  | MIN  | PTS | REB | AST |
| 1950-51   | 22   | Minneapolis Lakers | NBA  | 7  |     | 0   | 3  |     |    | 2   | 4  |       | 3   | 1    |     |     |     | 5  | 2   | .000 |     | .500 |      | 0.3 | 0.4 | 0.1 |
| 1951-52   | 23   | Minneapolis Lakers | NBA  | 12 | 139 | 12  | 29 |     |    | 9   | 14 |       | 13  | 12   |     |     |     | 17 | 33  | .414 |     | .643 | 11.6 | 2.8 | 1.1 | 1.0 |
| Total     |      |                    | NBA  | 19 | 139 | 12  | 32 |     |    | 11  | 18 |       | 16  | 13   |     |     |     | 22 | 35  | .375 |     | .611 | 11.6 | 1.8 | 0.8 | 0.7 |